# غافريل كاتشالين

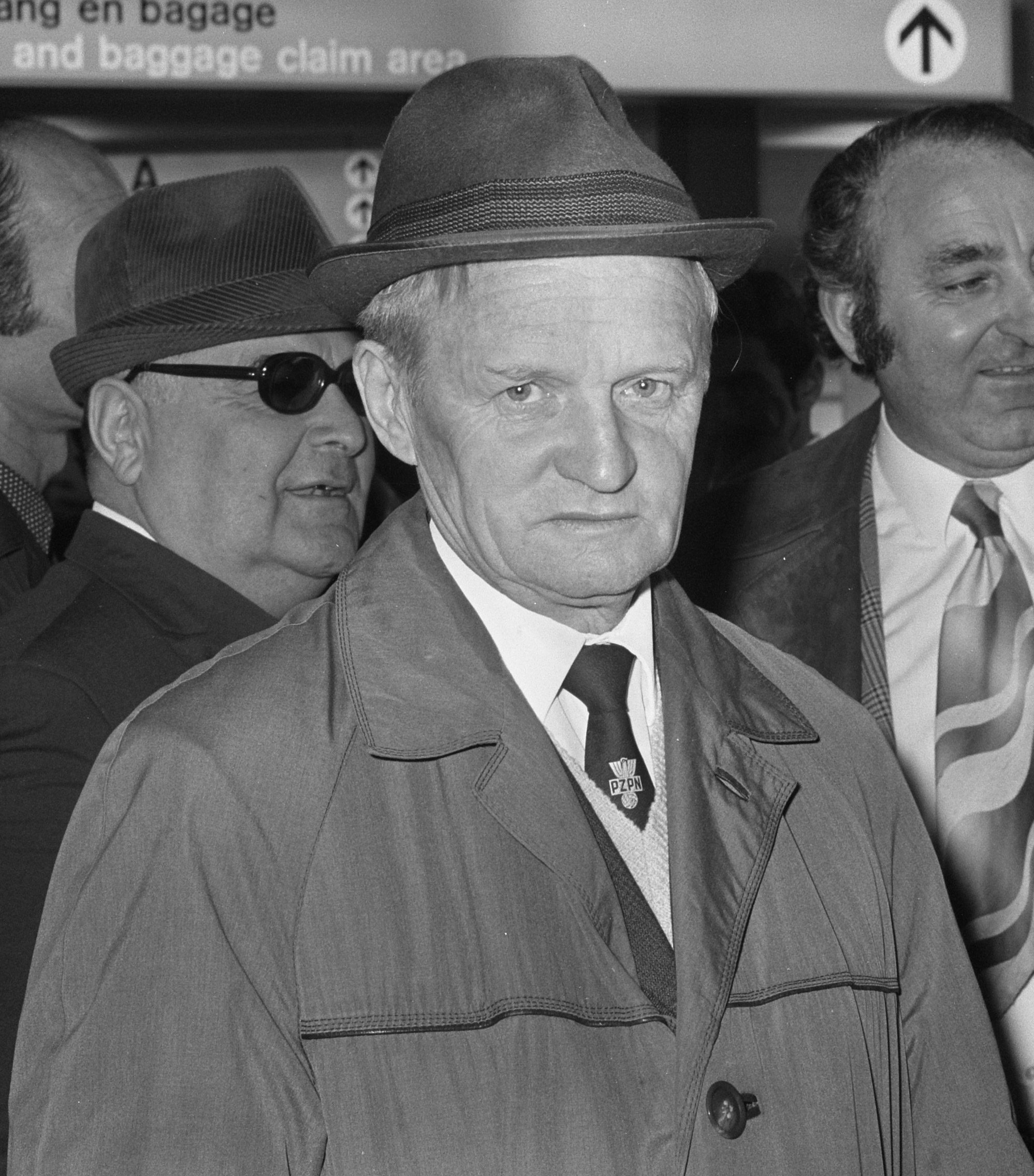
غافريل كاتشالين

غافريل كاتشالين (بالروسية: Качалин, Гавриил Дмитриевич)‏، من مواليد 17 يناير 1911، وتوفي في 23 مايو 1995، لاعب كرة قدم سوفييتي سابق ومدرب كرة قدم سوفييتي سابق.
درب منتخب الاتحاد السوفييتي لكرة القدم في عام 1955 وحتى عام 1958 ودربهم منذ عام 1960 وحتى عام 1962، ودربهم منذ عام 1968 وحتى عام 1972.

## روابط خارجية
- غافريل كاتشالين على موقع قاعدة بيانات كرة القدم.إي يو (الإنجليزية)
- غافريل كاتشالين على موقع أوليمبيديا (الإنجليزية)